# The Fast and the Furious (videojuego de 2006)
The Fast and the Furious (ファスト・アンド・フュリアス?) es un videojuego de carreras que mezcla carreras ilegales y el tuning, que ha salido a la venta para las plataformas PlayStation 2 y PlayStation Portable. Aunque está relacionada con la película The Fast and the Furious: Tokyo Drift, el videojuego carece del argumento de la película, ya que únicamente lo que podemos hacer en el videojuego es conducir libremente por la autopista Wangan de Tokio, correr por la ciudad o por la montaña y tunear los automóviles.

## Argumento
El jugador comienza corriendo con un Honda NSX contra Hanzo, que va en un Mazda RX-8. Si ganamos, conseguiremos acceder a otras carreras y ganar suficiente dinero, como para comprarnos un coche nuevo. A partir de aquí, empezaremos a correr por Wangan y otras montañas en carreras de agarre o de derrapadas, contra corredores nocturnos, algunos no conocidos pero hay otros que si lo son como pueden ser Dominic Toretto, Brian O'Conner, Neela, Sean Boswell o incluso contra el mismísimo D.K., y ganándoles conseguiremos sus coches, algunos para el modo carrera y otros para el modo multijugador. Varios automóviles de la película aparecen en el videojuego: el Mazda RX-8 negro y azul de Neela, el Ford Mustang de Sean Boswell, y el Mazda RX-7 con el kit visual VeilSide de Han.

## Tipos de carreras
- Puntos señalados: (Batallas de derrape) Estas carreras consisten en habilidad y estilo. Si realizas derrapes y combinaciones, conseguirás más puntos. No importa quién cruza la línea en primer lugar, sino quién consiga más puntos de derrape. Aun así, si un rival llega antes que tú, tus puntos comenzarán a disminuir.

- Grip Batles: (Batallas de agarre) En estas carreras importa llegar en primer lugar. La habilidad para tomar las curvas, mucho más que la velocidad en las rectas, será lo que determine quién gane en touge.

- Destination Batles: (Batallas de destino) Las normas son sencillas, pero la batalla puede ser dura. Hay que llegar al punto de destino antes que el rival. No pierdas de vista el tráfico. Un movimiento en falso y verás como tu rival te vence.

- Top Speed Batles: (Batallas de velocidad) Como su propio nombre indica, esta prueba consiste en probar tu velocidad punta contra tus rivales entre la línea de salida y la línea de meta. Saber que el óxido nitroso puede propulsar un coche por encima de su velocidad punta normal.

## Desarrollo
En 2003, se estaba desarrollando un juego anticipado con el mismo nombre y luego cancelado el avance promocional se incluye como una de las características adicionales en el DVD 2 Fast 2 Furious. Sin embargo, los dos juegos fueron desarrollados por dos desarrolladores diferentes (el juego cancelado en 2003 por Genki; el juego lanzado en 2006 por Eutechnyx), y además de su vínculo con la franquicia "Fast and Furious", no estaban relacionados de ninguna manera.

## Características y crítica
El videojuego carece de modo carrera rápida, y no se puede tunear los automóviles de manera gratuita fuera del modo carrera, como sí ocurre en la saga Need for Speed. Por suerte trae carreras multijugador y un extenso modo carrera en el que se correrá en distintas carreras, en el que podemos comprar cientos de vehículos diferentes de distintas marcas y tunearlos, combinando hasta 25 capas de vinilos dentro de un extenso catálogo de vinilos. También podremos cambiar el color de la carrocería, las pinzas de freno y las lunas del coche. Poner algunos colgantes decorativos, luces de neón de distintos colores, tapones para los neumáticos con diodos lumínicos, numerosos kits de ensanche, alerones, llantas, capós, luces delanteras, etc. También podremos mejorar nuestro vehículo con piezas de hasta nivel 5 como pueden ser neumáticos de Grip/Drift, intercooler, frenos, diferenciales de deslizamiento limitado (LSD), nitro y otros componentes. En general el sonido está muy bien recreado, se nota mucho el cambio de marchas lo que le otorga realismo, los gráficos son bastante buenos aunque algunos detalles como las chispas no están muy pulidos.

## Recepción
El juego fue recibido con una recepción muy mixta. GameRankings y Metacritic le dieron una puntuación del 58% y 59 de 100 para la versión de PlayStation 2, y 55% y 58 de 100 para la versión de PSP.